# Mohamed Zine El Abidine
Pour les articles homonymes, voir Abidine.
Mohamed Zine El Abidine (arabe : محمد زين العابدين), né le 30 juillet 1965 à Sousse, est un universitaire, expert en politiques culturelles, musicologue et homme politique tunisien.

## Biographie

### Études
Mohamed Zine El Abidine possède trois doctorats dans des domaines variés : histoire et sciences de la musique en 1995 à Paris-Sorbonne, sociologie politique et culturelle en 1998 à Paris-Descartes, esthétique et géopolitique en 2004 à Panthéon-Sorbonne. Il reçoit également une habilitation universitaire en esthétique et sciences de l'art en 2001 à Paris-Vincennes.

### Carrière professionnelle
Enseignant à Paris-Vincennes, à l'Institut supérieur de musique de Tunis, à la faculté des sciences humaines et sociales de Tunis ainsi qu'à l'Institut de presse et des sciences de l'information, il assume en 1998 les fonctions de directeur de recherches, ainsi que de président de jurys de doctorat et d'habilitation universitaire dans les universités de la Sorbonne, de Paris-Vincennes, de Tunis, de La Manouba, de Sousse, de Sfax et de Gabès. Il est par ailleurs fondateur et premier directeur de l'Institut de musique de Sousse entre 1998 et 2005 et directeur de l'Institut supérieur de musique de Tunis entre 2005 et 2008.
Auteur de nombreuses publications scientifiques, expert auprès de l'Organisation arabe pour l'éducation, la culture et les sciences et de l'Unesco, il dirige l'édition 2016 du Festival international de Carthage,.
Depuis 2020, il est à la tête du département des Arts, de la Culture et de la Communication à l'Organisation du monde islamique pour l'éducation, les sciences et la culture, où il lance un réseau international d'une dizaine de chaires et crée un think tank réunissant plus d'une centaine d'intellectuels d'une quarantaine de pays.

### Ministre
Le 27 août 2016, il devient ministre des Affaires culturelles dans le gouvernement de Youssef Chahed. Il rejoint le parti présidentiel, Nidaa Tounes, en janvier 2018 mais en démissionne en novembre de la même année.

### Distinctions
- Chevalier (2003)[7] puis grand cordon (2019) de l'Ordre tunisien du Mérite[8].
- Prix Méditerranée de la Culture (2018)[9].
- Ambassadeur des États-Unis du Monde (2024)[10].

### Vie privée
Il est marié et père de trois enfants.

## Publications
- L'imbroglio des cultures : le malentendu historique (préf. Fathi Triki), Tunis, Sotumedia Éditions, coll. « Hypothésis », 2020, 344 p. (ISBN 978-9938918885).
- L'impensé poïétique : l'esprit du destin, Tunis, Sotumedia Éditions, coll. « Hypothésis », 2020, 168 p. (ISBN 978-9938918878).
- L'impensé politique : pour une nouvelle herméneutique de l'anthropologie sociale et culturelle du XXe s., Tunis, Sotumedia Éditions, coll. « Hypothésis », 2020, 176 p. (ISBN 978-9938918854).
- L'impensé sociologique : de l'esprit du droit dans la réforme du statut de la femme en Tunisie au XXe s., Tunis, Sotumedia Éditions, coll. « Hypothésis », 2020, 256 p. (ISBN 978-9938918861).